# Julia Manzanal Pérez
Julia Manzanal Pérez (Madrid, 18 de febrero de 1915 - 15 de febrero de 2012), conocida con el apodo de Comisario Chico, fue una activista republicana, militante del Partido Comunista de España (PCE) y primera mujer que, en el inicio de la Guerra civil española, ocupó el cargo de comisario político en el batallón de la Comuna de Madrid, conocido como el Quinto Regimiento.

## Trayectoria
Nació en el seno de una familia obrera muy numerosa. Estudió en el colegio Lluis Vives. A los once años compaginaba sus estudios con el trabajo, montando y vendiendo cajas de cartón. Dos años después encontró trabajo en la Standard Eléctrica, y allí trabajaba cuando se proclamó la Segunda República.
En 1934, con diecinueve años, se afilió a Unión General de Trabajadores apoyando a los huelguistas de la Telefónica. Se manifestó para pedir la libertad de los presos políticos. Despedida de la Standard Eléctrica, empezó a trabajar de cigarrera, llegando a comandar un equipo de veinticuatro personas.
En 1936 hizo campaña a favor del Frente Popular y, el mismo día que estallaba la guerra civil, ingresó en el PCE incorporándose a la lucha. Mujer con grandes dotes de liderazgo, aprendió a manipular el fusil y el revólver y se convirtió en instructora de los voluntarios que iban al frente.  El 3 de noviembre fue nombrada comisario político de la 42 Brigada Mixta del Quinto Regimiento que cubría la defensa del Puente de Toledo, Carabanchel y Usera. Confraternizó con Enrique Lister y El Campesino y pidió a Dolores Ibárruri que fuera a infundir coraje a sus hombres. El 13 de noviembre llegaron las Brigadas internacionales y se reunió con la plana mayor del PCE para escuchar la arenga de Vittorio Vidali, conocido como el Comandante Carlos. Un tiempo después, en pleno frente de Carabanchel, Julia se casó con su compañero Hernán Pérez.
La creación del Ejército Popular de la República absorbió al Quinto Regimiento. El presidente Francisco Largo Caballero ordenó que las mujeres fueran retiradas del frente. Manzanal no hizo caso, camuflada de hombre y conocida sólo por el apodo de Chico, aguantó varios meses de lucha en las trincheras. Finalmente pasó a la retaguardia y coordinó los cursos de alfabetización y ayuda a los hospitales, ocupando el cargo de secretaria de Amigos de la URSS y de Propaganda y Agitación.
La derrota del bando republicano desató la represión contra los vencidos. Julia acababa de ser madre y fue detenida. Ingresada en la cárcel de mujeres de Ventas, inicialmente fue condenada a muerte, y vivió de cerca el fusilamiento de las Trece Rosas. Finalmente se le conmutó la pena a treinta años. Trasladada a la cárcel de Amorabieta, sufrió la pérdida de su hija Julita después de una larga agonía, por falta de alimentos y de atención médica. El periplo continuó por los penales de Azpeitia, Can de Sales de Palma de Mallorca, la prisión de Les Corts de Barcelona, y nuevamente, Amorebieta. A los cinco años recobró la libertad. Volvió a Madrid y se casó con Gonzalo Gil El Chalo, un antiguo compañero de armas. En 1952 se trasladaron a Carabanchel y Julia reanudó el contacto con el PCE y más adelante con las Comisiones Obreras (CCOO) en la clandestinidad.
En 1975 murió Franco y Julia, que había quedado viuda, inició una intensa actividad política y divulgativa. Participó en conferencias y encuentros con historiadores y periodistas explicando sus vivencias. 
Participó en la organización de la Federación de Pensionistas y Jubilados de CC.OO, de cuya primera ejecutiva formó parte, en la Unión de Excombatientes.
En 1993 reencontró a Julio San Isidro, un amigo de la infancia, ex comisario del Cuerpo de Ingenieros, que se convirtió en su nuevo compañero.
En 2001 con 86 años recorrió España denunciando los horrores perpetrados por la dictadura franquista, y se incorporó a la denuncia por las desapariciones de los hijos de mujeres presas. Murió en Madrid, casi a los 97 años. La militancia del PCE le dedicó un homenaje.